# Scythris bifissella
Scythris bifissella is een vlinder uit de familie dikkopmotten (Scythrididae). De wetenschappelijke naam is voor het eerst geldig gepubliceerd in 1889 door O. Hofmann.
De soort komt voor in Europa.